# Coenochilus striatipennis
Coenochilus striatipennis är en skalbaggsart som beskrevs av Moser 1912. Coenochilus striatipennis ingår i släktet Coenochilus och familjen Cetoniidae. Inga underarter finns listade i Catalogue of Life.